# Evdokim Romanov
Evdokim Romanovitch Romanov (en russe : Евдоки́м Рома́нович Рома́нов, en biélorusse : Еўдакім Раманавіч Раманаў), né le 30 août 1855 (11 septembre dans le calendrier grégorien), dans le village de Novo-Biélitsa, aujourd'hui rattaché à Gomel (Biélorussie), mort le 20 janvier 1922 (2 février dans le calendrier grégorien) à Stavropol, est un ethnographe, folkloriste, archéologue et journaliste de l'Empire russe, membre de la Société russe de géographie à partir de 1886.

## Biographie
Né dans une famille de la classe moyenne, il est diplômé du lycée de Gomel en 1870, et du cours de formation des enseignants de russe et d'histoire en 1872.
Il commence à enseigner en 1872. De 1886 à 1895, il est inspecteur des écoles publiques du gouvernement de Vitebsk, puis du gouvernement de Grodno de 1886 à 1895, et de Moguilev de 1895 à 1906. De 1906 à 1916, il est membre de la Commission temporaire pour l'aménagement de la bibliothèque et du musée publics de Vilno.
Dans les années 1897-1903, il est rédacteur en chef de la partie non officielle du journal Mogilëvskie gubernskie vedomosti (Bulletin du gouvernement de Moguilev). À partir de 1903, il dirige la section ethnographique et archéologique du département Nord-Ouest de la Société russe de géographie. Il contribue à l'ouverture en 1897 du musée religieux et archéologique de Moguilev.
Il s'installe en 1917 à Stavropol, où il mourra cinq ans plus tard.

## Activité scientifique et littéraire

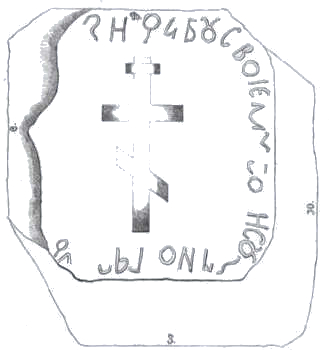
E.R. Romanov, Représentation de la pierre de Borissov, dans le village de Vissokiï Gorodets, 1889.

E.R. Romanov a recueilli et publié plus de 10 000 textes folkloriques, dont la plus grande partie figure dans son « Recueil biélorusse » (Белорусский Сборник, 9 volumes publiés entre 1886 et 1912).
De 1886 à 1894, il a mené des fouilles et prospections archéologiques dans les gouvernements de Moguilev et de Vitebsk. Il a établi des cartes archéologiques de ces deux gouvernements, ainsi que de celui de Grodno.
Il a collecté des informations sur plus de 1 000 localités de Biélorussie, et découvert un monument épigraphique du XIIe siècle (l'une des « pierres de Borissov ») à proximité du village de Vyssokiï Gorodets, dans le raïon de Talatchyn, et dirigé des recherches anthropologiques. Il a participé aux travaux du IXe Congrès archéologique de Vilno, en 1893.
En 1896, il a préparé l'une des premières éditions complètes du poème satirico-burlesque Tarass sur le Parnasse, due au poète biélorusse Konstantin Vassilievitch Verenitsyne, et rédigé une préface en biélorusse (qui ne fut pas publiée). Il a publié une anthologie de poésie biélorusse, intitulée Tarass sur le Parnasse et autres poèmes biélorusses (1900, 1902).

## Œuvres
E.R. Romanov est l'auteur de plus de 200 travaux portant sur l'ethnographie, la folkloristique, l'histoire, l'archéologie et la linguistique biélorusse.
- Recueil biélorusse (Белорусский сборник) :
  - t. 1-2 (Chansons, proverbes, devinettes), Kiev, 1885 (468 p.)
  - t. 3 (Contes), Vitebsk, 1887 (444 p.)
  - t. 4 (Contes cosmogoniques et culturels), Vitebsk, 1891 (220 p.)
  - t. 5 (Formules magiques, apocryphes et poèmes religieux), Vitebsk, 1891 (450 p.)
  - t. 6 (Contes), Moguilev, 1901
  - t. 7 (Mélodies populaires biélorusses. Chansons saisonnières, rituelles, de jeux, danses, poèmes religieux), Vilno, 44 p.
  - t. 8 (Vie quotidienne en Biélorussie), Vilna, 1912, 600 p.
  - t. 9 (Essai de dictionnaire des langues conventionnelles de Biélorussie, comparées avec le biélorusse, l'ukrainien et le polonais), Vilna, 1912 (124 p.)

(à suivre)

## Récompenses et postérité
Romanov a obtenu une médaille d'or de la Société russe de géographie, et une médaille d'argent de la Société moscovite des amateurs de sciences naturelles, anthropologie et ethnographie. Depuis 2005, le musée régional de Moguilev porte son nom.